# 戴戟

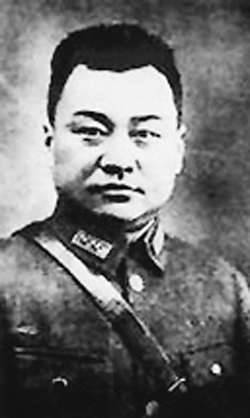
戴戟

戴戟（1895年—1973年2月21日），原名光祖，字孝悃，男，祖籍安徽旌德，生于江苏苏州，中华民国军事将领。

## 生平

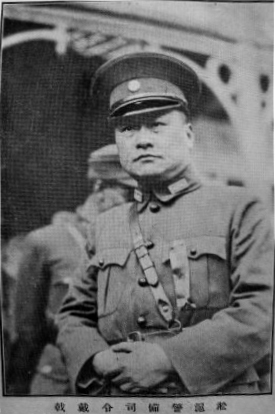
淞沪警备司令戴戟

戴戟祖籍安徽省旌德县兴隆乡大礼村，生于江苏省苏州。自幼家贫，父母早逝，在商店当学徒。15岁，戴戟赴上海参加学生军。1916年，毕业于保定陆军军官学校步兵科。此后历任滇军、粤军排长、连长、团副、团长等职。后一度出任广东肇庆西江陆海军讲武堂堂长。1925年，任国民革命军第四军第十师（师长陈铭枢）第三十团团长。当时，蒋光鼐任第十师副师长兼第二十八团团长，蔡廷锴任第二十九团团长。1926年，率部参加北伐，在汀泗桥战斗中身负重伤。七·一五事变后，戴戟借口旧伤复发，辞去军职，寓居上海。
1928年，戴戟接受陈铭枢、蒋光鼐的邀请，历任国民革命军第十一军二十四师师长兼军官教导队主任、二十六师师长。军队整编后，戴戟出任重新组建的国民革命军第十九路军参谋长、第六十一师师长等职。1931年12月，所部调驻沪宁，戴戟被任命为淞沪警备司令部司令。

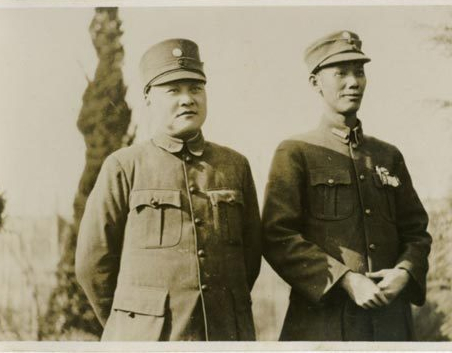
戴戟（左）与时任国民党第十九路军军长蔡廷锴

1932年上海一·二八事变时，时任淞沪警备司令的戴戟，协同国民革命军第十九路军总指挥蒋光鼐、副总指挥兼军长蔡廷锴等人指挥作战。事变爆发前夕，第十九路军召开了紧急军事会议，戴戟到会并演讲，还写下遗书。事变爆发后，戴戟与蒋光鼐、蔡廷锴连夜步行来到真如车站，布署作战。在上海军民的支持和全国的声援下，第十九路军与第五军的增援部队坚持淞沪抗战一个多月，使日军遭到沉重打击。
1932年3月24日，在美国、英国、法国、意大利等国的干预下，日本与国民政府在上海开始举行停战谈判。同年5月5日，双方在上海签订了《上海停战协议》（又称《淞沪停战协议》），规定上海为“非武装区”。根据史料记载，谈判双方“日军事代表初定白川，我亦决定蒋光鼐，嗣白川不出席，改以植田，我方遂亦改为戴戟。”戴戟奉命参加了自3月24日开始的淞沪停战谈判的系列会议，与外交部政务次长郭泰祺、十九路军参谋长黄强等人为谈判的中方代表。
1932年10月31日，第十九路军和第五军的12位将领，因御敌有功而荣膺青天白日勋章，戴戟也在其列。1933年1月1日，国民政府举行授勋典礼，蒋介石亲往颁发勋章。但大部分获勳将领均未到场，只有戴戟和俞济时二人到场。据说，这是因为张治中因公未到，钱伦体重伤住院，而第十九路军已被调往福建省。此次获得青天白日勋章的12位将领是：
- 蒋光鼐（第十九路军总指挥）
- 蔡廷锴（第十九路军军长）
- 张治中（第五军军长兼第八十七师师长）
- 戴戟（原第十九路军参谋长，时任淞沪警备司令）
- 沈光汉（第十九路军第六十师师长）
- 毛维寿（第十九路军第六十一师师长）
- 区寿年（第十九路军第七十八师师长）
- 俞济时（第五军第八十八师师长）
- 张炎（第十九路军第六十一师副师长兼独立旅旅长）
- 谭启秀（第十九路军第七十八师副师长、吴淞要塞司令、补充旅旅长）
- 翁照垣（第十九路军第七十八师一五六旅旅长）
- 钱伦体（第五军第八十八师二六四旅旅长）

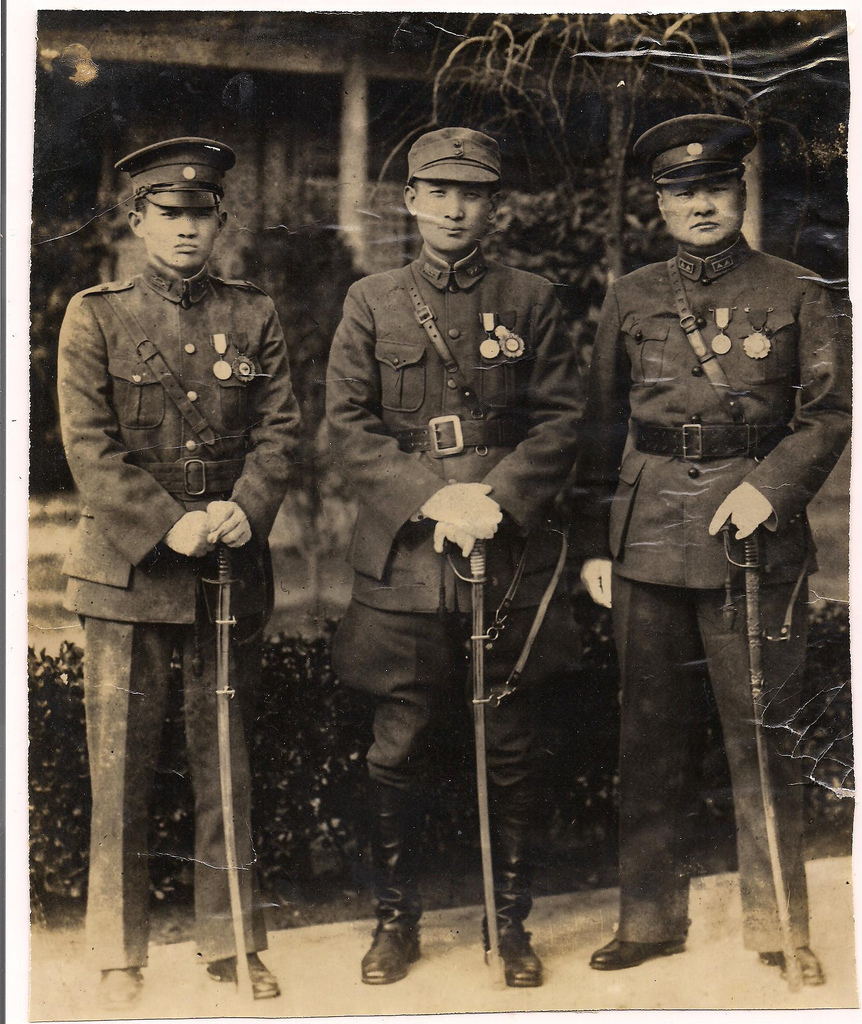
从左至右：俞济时、张治中、戴戟。均佩戴青天白日勋章。

1933年10月，戴戟辞去淞沪警备司令职务，赴福州与第十九路军会合。1933年11月，蔡廷锴、李济深等人发动闽变，在福州成立中华共和国人民革命政府，公开宣布反蒋，并同中国工农红军签订了抗日反蒋协定。戴戟出任中华共和国人民革命政府委员，并任兴泉省省长。50多天后，闽变失败，戴戟赴香港，不久又返回上海。此后，戴戟历任安徽省政府委员、安徽省民政厅长、国民政府军事委员会高参。但他长期在上海居住。
1937年抗日战争爆发后，戴戟被任命为第三战区中将总参议。1938年，李宗仁出任第五战区司令长官兼安徽省政府主席，电邀戴戟出任皖南行署主任。戴戟于同年4月中旬，在屯溪成立了安徽省政府皖南行署，下辖4个专区，22个县，但其中一些县已经被日军占领。当时，上海、南京的大批难民涌入皖南，急需收容。戴戟与新四军军长叶挺有所来往。在新四军的倡导下，戴戟和中共党员余华、范治农等人合作，并成立了皖南民众总支援委员会，戴戟兼任该会主任，江伟、周松圃为副主任，组织工作团，在各县成立青年抗敌协会、妇女抗敌协会。在戴戟的领导下，该委员会突破了日本方面的经济封锁，发展了山区商贸，督促各县修建公路、恢复交通，筹款兴建中、小学校舍以复校。该委员会还帮助南京安徽中学、上海复旦大学附中、江苏联合中学在皖南建校。此外，戴戟还从国民政府中央救济会获得拨款，并在茶税上附加捐助，最终建起了屯溪市民医院，这是屯溪第一所医院。戴戟还严厉禁止买卖和吸食鸦片，被誉为“皖南林则徐”。
1940年4月，戴戟辞去了皖南行署主任职务。此后在屯溪居住。第三战区司令长官顾祝同企图派戴戟劝说叶挺脱离新四军，担任第三战区副司令长官。但戴戟拒绝为顾祝同当说客。
1945年，国军联勤总部决定成立东南补给区司令部，负责调拨、分配、审核第三、第七、第九战区的军需给养及运输。上述三个战区的司令长官顾祝同、余汉谋、薛岳特派专人赴屯溪，邀请戴戟出任东南补给区司令。
1945年日本投降后，戴戟辞去东南补给区司令职务，提前申请退役。1946年，戴戟拒绝当中央训练团团员。1948年，戴戟在上海参加了陈铭枢等人领导的三民主义同志联合会，秘密从事反蒋活动。1949年春，由戴戟牵线，协助中共对国军陈瑞珂、廖运泽两部队进行策反，使廖运泽部官兵举行的起义成功。
中华人民共和国成立初期，戴戟在上海担任华东军政委员会委员、民革上海市分部筹委会委员。1950年代调往安徽省工作后，历任安徽省体委主任、安徽省政协副主席、安徽省人民委员会副省长、第三届全国人大代表、民革中央委员、民革安徽省委会主委等职务。
1973年2月21日，戴戟因癌症在合肥逝世，享年78岁。